# Halicampus macrorhynchus
Halicampus macrorhynchus és una espècie de peix de la família dels singnàtids i de l'ordre dels singnatiformes.

## Morfologia
- Els mascles poden assolir 18 cm de longitud total.[2]

## Reproducció
És ovovivípar i el mascle transporta els ous en una bossa ventral, la qual es troba a sota de la cua.

## Hàbitat
És un peix marí de clima tropical i associat als esculls de corall que viu entre 3-25 m de fondària.

## Distribució geogràfica
Es troba al nord del Mar Roig (Golf de Suez i Golf d'Aqaba), Indonèsia, Austràlia (Queensland), Papua Nova Guinea (Port Moresby), Nova Bretanya i Salomó (Guadalcanal).